# Birnuhöfði
Birnuhöfði är en kulle i republiken Island. Den ligger i regionen Norðurland vestra, i den nordvästra delen av landet, 140 km nordost om huvudstaden Reykjavík. Toppen på Birnuhöfði är 582 meter över havet.
Trakten runt Birnuhöfði är nära nog obefolkad, med mindre än två invånare per kvadratkilometer. Det finns inga samhällen i närheten. Trakten runt Birnuhöfði består i huvudsak av gräsmarker.